# Чигасаки
Чигасаки (јап. 茅ケ崎市) град је у Јапану у префектури Канагава. Према попису становништва из 2005. у граду је живело 228.430 становника.

## Становништво
Према подацима са пописа, у граду је 2005. године живело 228.430 становника.
| 1995.   | 2000.   | 2005.   |
| ------- | ------- | ------- |
| 212.874 | 220.809 | 228.430 |